# Les Poulières
Les Poulières ([lepuljɛʁ], en vosgien de la montagne [lepolɛːʁ]) est une commune française située dans le département des Vosges en région Grand Est.
Ses habitants sont appelés Polérois.

## Géographie

### Localisation
La commune des Poulières est située dans la vallée du Neuné, affluent droit de la Vologne, entre Biffontaine, à l'est, et La Chapelle-devant-Bruyères, au sud et à l'ouest. Le Col de l'Arnelle, à 624 mètres d'altitude, est un passage forestier vers la troisième commune limitrophe, au nord-ouest : Belmont-sur-Buttant.

### Géologie et relief
Le chef-lieu est le Village, disséminé de part et d'autre de la départementale 81. Deux hameaux s'adossent aux plateaux, l'Ambanie et Lexipré. La Tête de la Clochette culmine à 663 mètres. Plusieurs petits ruisseaux prennent leur source dans la forêt communale des Poulières. Le principal, appelé localement le Ru des pins, rejoint le Neuné au Pont Clément.
Les formations géologiques s'étagent des sommets au fond de vallée, c'est-à-dire du nord-ouest au sud-est : grès bigarré (buntsandstein) supérieur et moyen, grès vosgien, très conglomératiques, sont le support de la forêt ; on trouve ensuite des formations de piémont alimentées par l'érosion du grès (galets siliceux, matrice argilo-limono-sableuse) ; le Village et la départementale 81 sont sur des formations alluviales du glaciaire ancien ; les alluvions récentes du fond de la vallée du Neuné remontent aussi le vallon du Ru des Pins, celui de l'Ambanie étant le site de colluvions plus anciennes.

### Sismicité
Commune située dans une zone 3 de sismicité modérée.
| Belmont-sur-Buttant         |                             | Biffontaine                 |
|                             | Poulières                   | La Chapelle-devant-Bruyères |
| La Chapelle-devant-Bruyères | La Chapelle-devant-Bruyères | La Chapelle-devant-Bruyères |

### Hydrographie et les eaux souterraines
Hydrogéologie et climatologie : Système d’information pour la gestion des eaux souterraines du bassin Rhin-Meuse :
Territoire communal : Occupation du sol (Corinne Land Cover); Cours d'eau (BD Carthage),
Géologie : Carte géologique; Coupes géologiques et techniques,
 Hydrogéologie : Masses d'eau souterraine; BD Lisa; Cartes piézométriques.
La commune est située dans le bassin versant du Rhin au sein du bassin Rhin-Meuse. Elle est drainée par le ruisseau le Neune, le ruisseau de Biffontaine et le ruisseau de Les Poulieres,.
Le Neuné, d'une longueur totale de 24,5 km, prend sa source dans la commune de Gerbépal et se jette dans la Vologne en limite de Laveline-devant-Bruyères, Herpelmont, Beauménil et Champ-le-Duc, après avoir traversé sept communes.

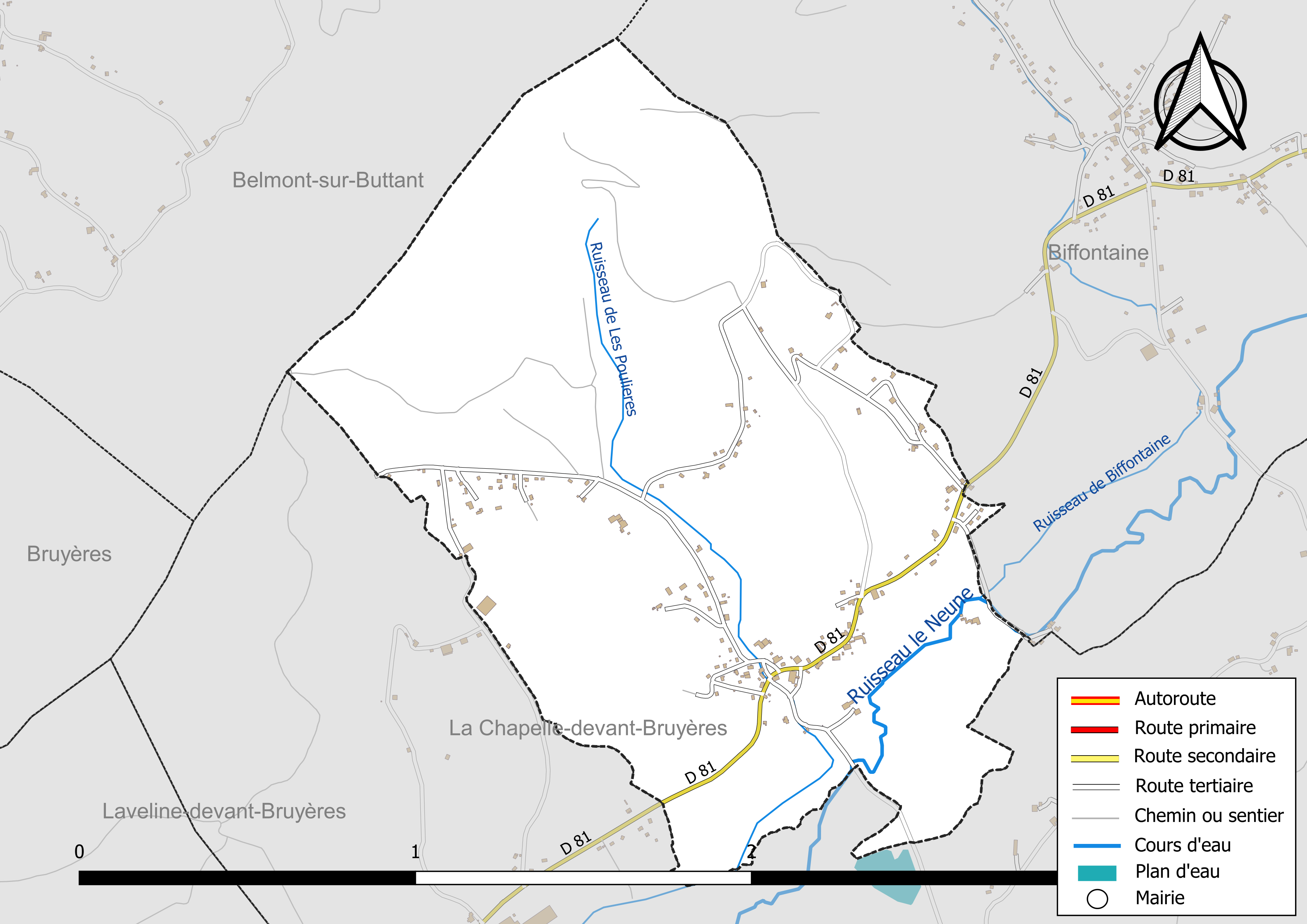
Réseaux hydrographique et routier des Poulières.

La qualité des eaux de baignade et des cours d’eau peut être consultée sur un site dédié géré par les agences de l’eau et l’Agence française pour la biodiversité.

### Climat
Pour des articles plus généraux, voir Climat du Grand Est et Climat des Vosges.
En 2010, le climat de la commune est de type climat de montagne, selon une étude du Centre national de la recherche scientifique s'appuyant sur une série de données couvrant la période 1971-2000. En 2020, Météo-France publie une typologie des climats de la France métropolitaine dans laquelle la commune est exposée à un climat semi-continental et est dans la région climatique  Vosges, caractérisée par une pluviométrie très élevée (1 500 à 2 000 mm/an) en toutes saisons et un hiver rude (moins de 1 °C). 
Pour la période 1971-2000, la température annuelle moyenne est de 8,9 °C, avec une amplitude thermique annuelle de 16,7 °C. Le cumul annuel moyen de précipitations est de 1 347 mm, avec 13,8 jours de précipitations en janvier et 10,9 jours en juillet. Pour la période 1991-2020, la température moyenne annuelle observée sur la station météorologique de Météo-France la plus proche, « Le Roulier_sapc », sur la commune du Roulier à 13 km à vol d'oiseau, est de 10,2 °C et le cumul annuel moyen de précipitations est de 1 000,2 mm. 
La température maximale relevée sur cette station est de 38,1 °C, atteinte le 25 juillet 2019 ; la température minimale est de −18,3 °C, atteinte le 20 décembre 2009,,. 
Les paramètres climatiques de la commune ont été estimés pour le milieu du siècle (2041-2070) selon différents scénarios d'émission de gaz à effet de serre à partir des nouvelles projections climatiques de référence DRIAS-2020. Ils sont consultables sur un site dédié publié par Météo-France en novembre 2022.

## Urbanisme

### Typologie
Au 1er janvier 2024, Les Poulières est catégorisée commune rurale à habitat dispersé, selon la nouvelle grille communale de densité à sept niveaux définie par l'Insee en 2022.
Elle est située hors unité urbaine et hors attraction des villes,.

### Occupation des sols
L'occupation des sols de la commune, telle qu'elle ressort de la base de données européenne d’occupation biophysique des sols Corine Land Cover (CLC), est marquée par l'importance des territoires agricoles (53,4 % en 2018), une proportion sensiblement équivalente à celle de 1990 (53,8 %). La répartition détaillée en 2018 est la suivante : 
forêts (46,1 %), prairies (33,2 %), zones agricoles hétérogènes (20,2 %), eaux continentales (0,4 %), zones urbanisées (0,1 %). L'évolution de l’occupation des sols de la commune et de ses infrastructures peut être observée sur les différentes représentations cartographiques du territoire : la carte de Cassini (XVIIIe siècle), la carte d'état-major (1820-1866) et les cartes ou photos aériennes de l'IGN pour la période actuelle (1950 à aujourd'hui).

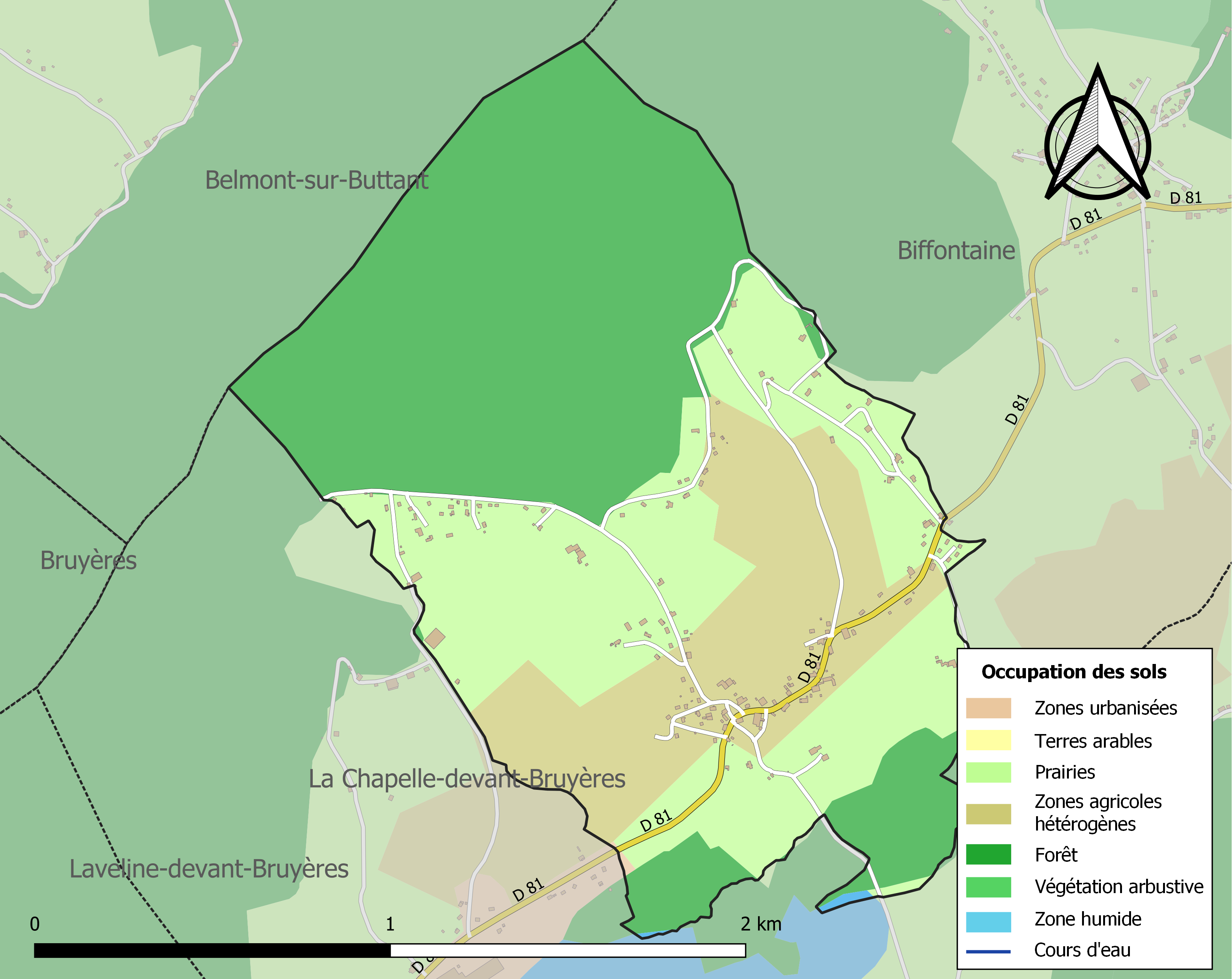
Carte des infrastructures et de l'occupation des sols de la commune en 2018 (CLC).

## Toponymie
Le nom de la localité est attesté sous les formes Demoingins de la Poulière (1309) ; Lespoulliere (1452) ; La Poulliere (1457) ; Lespouilliere (1594) ; L’Espouliere (1628) ; Lespoulliers (XVIIe siècle) ; Lespollière (1714) ; L’Espouillière (1737) ; La Pouillière (1753) ; La Poulière (1768) ; L’Epollière (XVIIIe siècle) ; Lespollières (an II) ; Les Poullières (an X) ; Lespouillières (1837).

Au XVIIe siècle, le village porte le nom de L'Espolière, devenu L'Épolliere sur la Carte de Cassini (XVIIIe siècle), ce qui explique l'usage local conservé de traiter le nom de la commune comme un singulier : aller à Les Poulières, le maire de Les Poulières, Les Poulières est une commune des Vosges. On trouve aussi L'Espolier (Arch. dép. Meurthe-et-Moselle B96, f°213v.).
Du pluriel de l,oïl poullière « poulailler ».
Le gentilé Polérois dérive du nom dialectal de la commune [lɛpɔleʁ].

## Histoire
Sous l'Ancien Régime, Les Poulières était l'une des communautés formant le bailliage de Bruyères. Biffontaine et Les Poulières faisaient partie de la cure de Champ-le-Duc et dépendaient du chapitre de Remiremont. À ce titre, les Dames Chanoinesses y rendaient la justice et y prélevaient l'impôt.
Le ban de Belmont, qui comprenait, outre son chef-lieu, Biffontaine, Brouvelieures, Destord, Domfaing, Mortagne, Les Poulières et Réhaupal, appartenait au bailliage de Bruyères. L’église de Belmont, dédiée à saint Laurent, était une annexe de celle de Champ-le-Duc.
En 1790, la commune est intégrée dans le canton de Corcieux et le district de Bruyères. Dès l'an VIII, elle rejoint le canton de Brouvelieures.
La ligne de chemin de fer Épinal-Saint-Dié traverse la commune depuis 1876, mais n'y a jamais présenté d'arrêt. Les stations les plus proches étaient celles de La Chapelle-devant-Bruyères et de Biffontaine.
Les Poulières fait partie, comme Herpelmont, des communes vosgiennes sans église. Le clocher (surmonté d'une croix) qui apparaît sur les photos du village est celui du bâtiment communal abritant à la fois l'école publique et la mairie. De même, la commune n'a pas de cimetière, celui de la paroisse étant à Biffontaine. Cependant, la fête patronale à Les Poulières se tenait à la Saint-Martin et non à la Saint-Antoine, patron de la paroisse de Biffontaine.
A Biffontaine, 25 descendants et proches des GI'S américains, qui ont participé à la bataille d'octobre 1944, se sont réunis pour une cérémonie du souvenir sur les lieux mêmes des combats.
En 2021, la commune a connu le déclenchement du dispositif alerte-enlèvement pour retrouver Mia Montemaggi âgée de 8 ans

## Politique et administration
| Période                                  | Période                       | Identité          | Étiquette | Qualité        |
| ---------------------------------------- | ----------------------------- | ----------------- | --------- | -------------- |
| Les données manquantes sont à compléter. |                               |                   |           |                |
|                                          |                               | Édouard Mangeolle |           |                |
| Mars 1977                                | Mars 1989                     | Bernard Meyer     | PS        | Entrepeneur    |
| Les données manquantes sont à compléter. |                               |                   |           |                |
| mars 2001                                | 2010                          | Sébastien Fritz   | DVG       | Démissionnaire |
| juillet 2010                             | En cours (au 18 février 2015) | Jean-Luc Thiriet  |           |                |

### Budget et fiscalité 2022

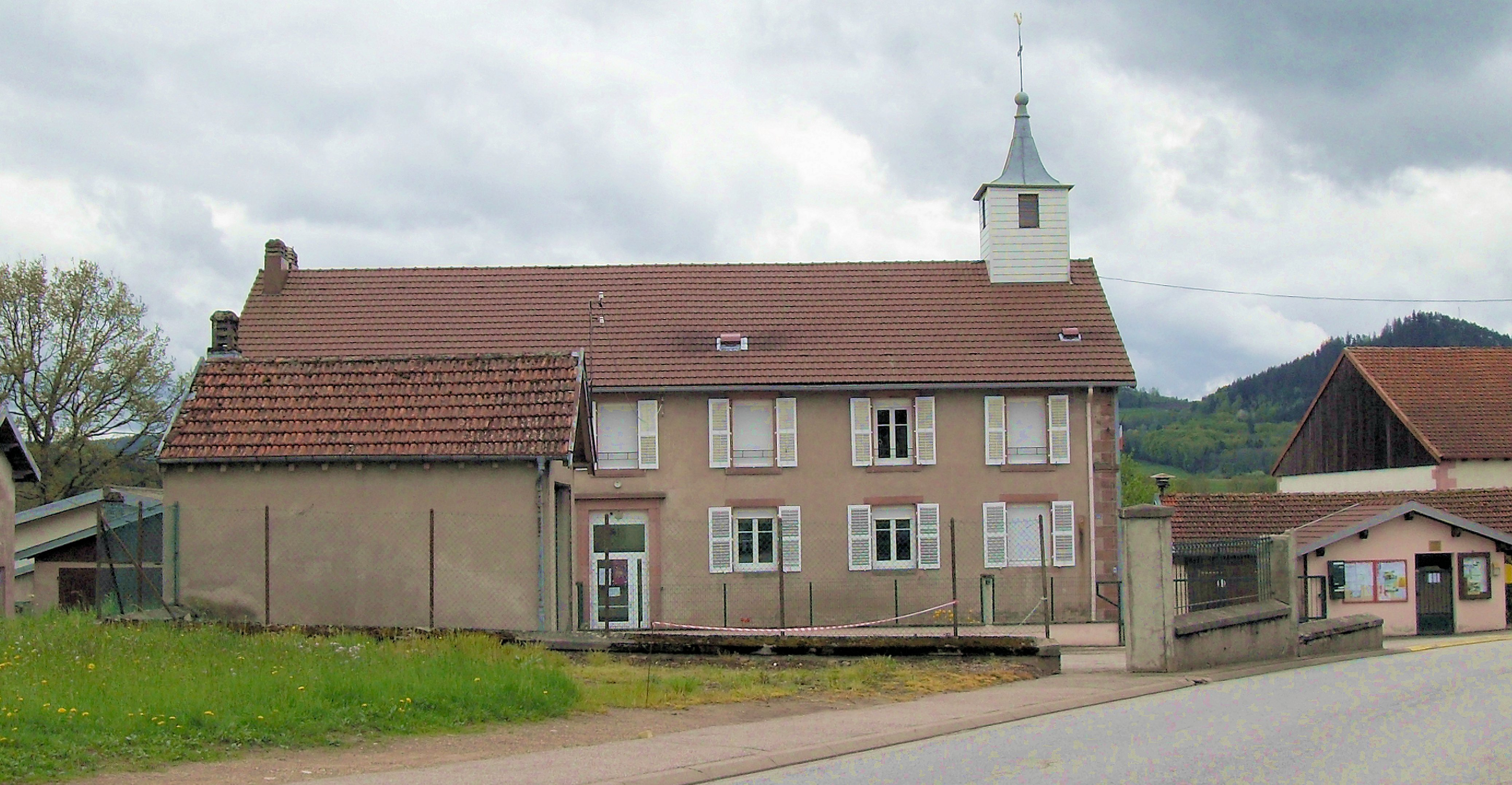
La mairie.

En 2022, le budget de la commune était constitué ainsi :
- total des produits de fonctionnement : 198 000 €, soit 716 € par habitant ;
- total des charges de fonctionnement : 176 000 €, soit 643 € par habitant ;
- total des ressources d'investissement : 136 000 €, soit 493 € par habitant ;
- total des emplois d'investissement : 77 000 €, soit 277 € par habitant ;
- endettement : 283 000 €, soit 1 022 € par habitant.

Avec les taux de fiscalité suivants :
- taxe d'habitation : 22,50 % ;
- taxe foncière sur les propriétés bâties : 36,50 % ;
- taxe foncière sur les propriétés non bâties : 21,83 % ;
- taxe additionnelle à la taxe foncière sur les propriétés non bâties : 0,00 % ;
- cotisation foncière des entreprises : 0,00 %.

Chiffres clés Revenus et pauvreté des ménages en 2021 : médiane en 2021 du revenu disponible, par unité de consommation : 20 930 €.

## Population et société

### Démographie

#### Évolution démographique
L'évolution du nombre d'habitants est connue à travers les recensements de la population effectués dans la commune depuis 1793. Pour les communes de moins de 10 000 habitants, une enquête de recensement portant sur toute la population est réalisée tous les cinq ans, les populations de référence des années intermédiaires étant quant à elles estimées par interpolation ou extrapolation. Pour la commune, le premier recensement exhaustif entrant dans le cadre du nouveau dispositif a été réalisé en 2005.

En 2022, la commune comptait 302 habitants, en évolution de +26,89 % par rapport à 2016 (Vosges : −2,96 %, France hors Mayotte : +2,11 %).
| 1793 | 1800 | 1806 | 1821 | 1831 | 1836 | 1841 | 1846 | 1856 |
| ---- | ---- | ---- | ---- | ---- | ---- | ---- | ---- | ---- |
| 158  | 152  | 175  | 202  | 253  | 301  | 300  | 315  | 288  |

| 1861 | 1866 | 1876 | 1881 | 1886 | 1891 | 1896 | 1901 | 1906 |
| ---- | ---- | ---- | ---- | ---- | ---- | ---- | ---- | ---- |
| 281  | 305  | 299  | 314  | 279  | 309  | 297  | 309  | 288  |

| 1911 | 1921 | 1926 | 1931 | 1936 | 1946 | 1954 | 1962 | 1968 |
| ---- | ---- | ---- | ---- | ---- | ---- | ---- | ---- | ---- |
| 276  | 265  | 212  | 256  | 260  | 252  | 193  | 203  | 253  |

| 1975 | 1982 | 1990 | 1999 | 2005 | 2006 | 2010 | 2015 | 2020 |
| ---- | ---- | ---- | ---- | ---- | ---- | ---- | ---- | ---- |
| 216  | 226  | 214  | 194  | 201  | 207  | 252  | 238  | 287  |

| 2022 | - | - | - | - | - | - | - | - |
| ---- | - | - | - | - | - | - | - | - |
| 302  | - | - | - | - | - | - | - | - |

Les personnes âgées de moins de 20 ans représentent 33 % de la population, celles de plus de 65 ans, 12 % de la population totale. Deux pourcentages supérieurs à la moyenne départementale (respectivement 25,1 % et 8,3 %).

### Enseignement
Établissements d'enseignements : 
La commune des Poulières est rattachée à l'Académie de Nancy-Metz. 
- Les écoles publiques de Biffontaine, Les Poulières et La Chapelle-devant-Bruyères forment un regroupement pédagogique intercommunal (R.P.I.).
- Les collèges les plus proches sont à Corcieux et Bruyères, bourg où se trouve également le lycée Jean Lurçat.

### Santé
Professionnels et établissements de santé :
- Médecins à Laveline-devant-Bruyères, Granges-sur-Vologne, Brouvelieures, Bruyères.
- Pharmacies à Granges-sur-Vologne, Bruyères, Anould, Saulcy-sur-Meurthe, Le Tholy.
- Hôpitaux à Bruyères, Gerbépal, Fraize, Gérardmer, Rambervillers.

### Cultes
- Culte catholique, Communauté de paroisses de Bruyères[34], Diocèse de Saint-Dié.

## Économie
Sur 85 personnes actives, 4 seulement travaillent dans la commune, qui compte 3 entreprises artisanales (bâtiment, entretien de véhicules).

### Entreprises et commerces

#### Agriculture
La concentration des terres agricoles fait qu'il ne reste plus aucune exploitation domiciliée sur la commune. Celle-ci bénéficie en revanche de 200 hectares de forêt, essentiellement communale, dont l'exploitation (pin sylvestre, sapin, douglas, épicéa) constitue une richesse bienvenue.
- Exploitation forestière.
- Élevage d'autres bovins et de buffles.
- Élevage d'autres animaux.

#### Tourisme
- Gîtes de France[35].
- Hébergements et restauration à La Chapelle, Herpelmont, Granges-sur-Vologne, Champ-le-Duc, Grandvillers, Anould

#### Commerces
- Commerces et services de proximité.

## Culture locale et patrimoine

### Lieux et monuments

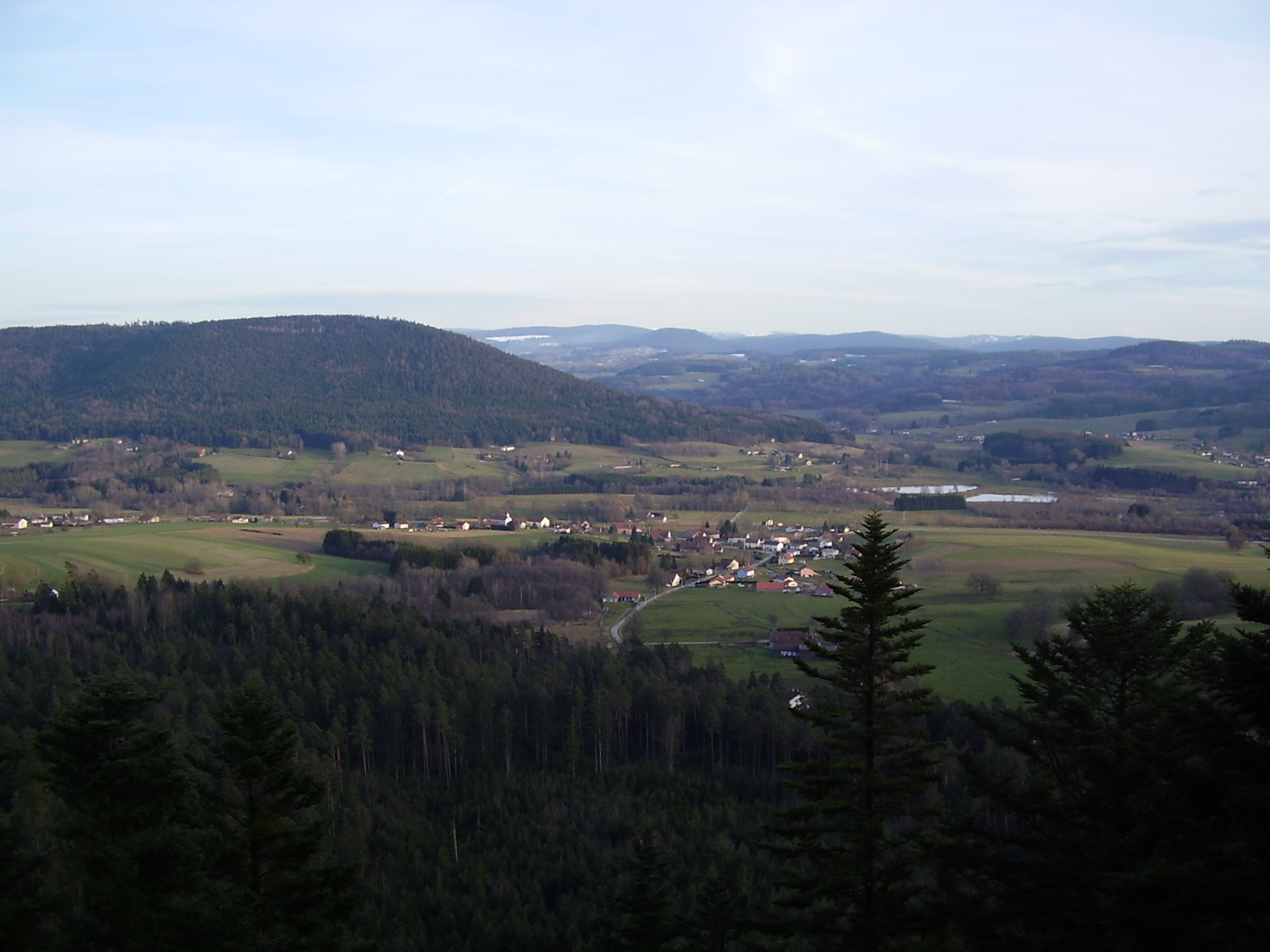
Vue depuis la Roche de la Clochette.
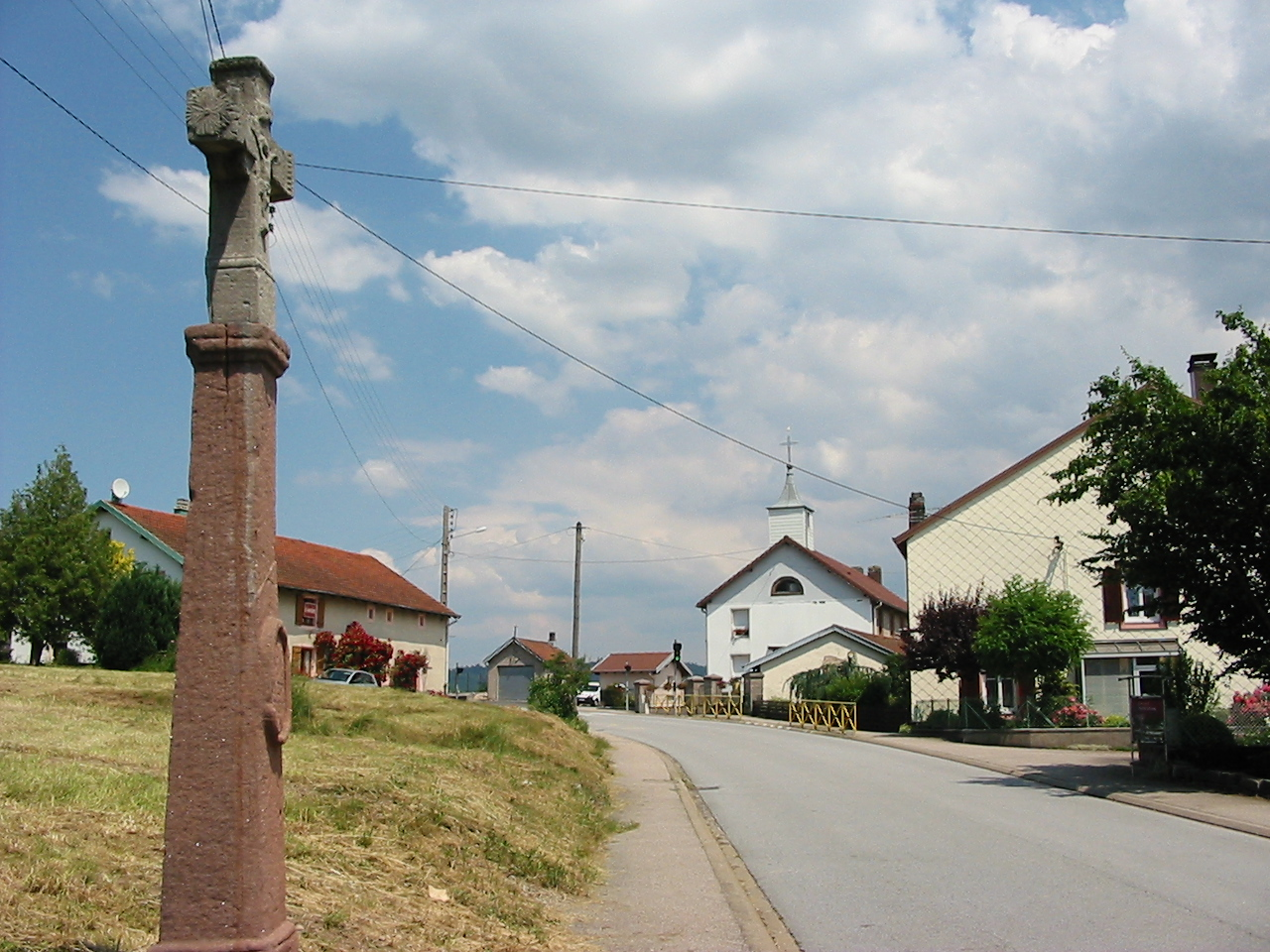
Croix de chemin dans le centre.

- Deux croix de chemin (calvaires), dont l'une datée de 1611, sont visibles dans le centre, rue de la Mairie. Une troisième se dresse au bord du chemin du Charmois, sur la butte qui sépare Lexipré de l'Ambanie.
- La Roche de la Clochette, en bordure de la Route forestière des Plateaux (Sentier des Ducs pour les randonneurs), offre une vue sur le village et, au-delà de la vallée du Neuné, sur les sommets vers le sud, jusqu'au Hohneck.
- Patrimoine architectural rural recensé par le service de l'Inventaire général du patrimoine culturel[36].

## Pour approfondir